# Новые Кукуецы
Новые Кукуецы (рум. Cucuieţii Noi, Кукуеций Ной) — село в Рышканском районе Молдавии. Наряду с сёлами Александрешты, Старые Кукуецы и Иванешты входит в состав коммуны Александрешты.

## География
Село расположено на высоте 134 метров над уровнем моря.

## Население
По данным переписи населения 2004 года, в селе Кукуеций Ной проживает 258 человек (111 мужчина, 147 женщин).
Этнический состав села:
| Национальность | Число жителей | Процентный состав |
| -------------- | ------------- | ----------------- |
| молдаване      | 241           | 93.41             |
| украинцы       | 16            | 6.2               |
| русские        | 1             | 0.39              |
| Всего          | 258           | 100%              |